# Trochomeria baumiana
Trochomeria baumiana là một loài thực vật có hoa trong họ Cucurbitaceae. Loài này được Gilg miêu tả khoa học đầu tiên năm 1903.